# Bernard A. Harris Jr.
Bernard Anthony Harris, Jr. est un astronaute américain né le 26 juin 1956.

## Vols réalisés
- 26 avril 1993, Columbia STS-55
- 2 février 1995, Discovery STS-65, premier vol conjoint russo-américain, avec rendez-vous avec la station orbitale Mir.

## Honneur
L'astéroïde (103733) Bernardharris a été nommé en son honneur le 27 janvier 2021, dans la Minor Planet Circular no 128944.